# 法国乔治-梅里爱动画学院
乔治-梅里爱动画学院（法語：L'École Georges-Méliès）位于巴黎南郊的奥利，建立于1999年，以法国著名的电影家乔治·梅里爱命名。学校设有动画电影和游戏制作两个专业。